# Sporting CP no futebol internacional

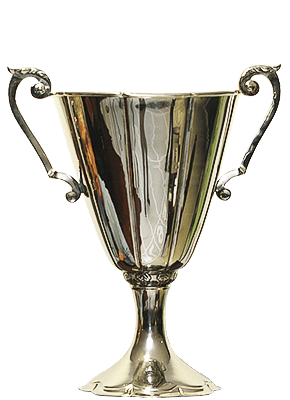
Taça das Taças, o único troféu europeu conquistado pelo Sporting CP.

História e estatísticas do Sporting Clube de Portugal nas competições da UEFA.

## Taça dos Clubes Vencedores de Taças de 1963–64
A Taça dos Vencedores de Taças de 1963–64, ou simplesmente Taça das Taças, foi vencida pelo Sporting Clube de Portugal de Portugal, que derrotou o MTK Budapest da Hungria na final. Foi a primeira e única vez que uma equipa portuguesa ganhou um troféu da Taça das Taças.
O Sporting CP entrou na competição para derrotar a Atalanta na pré-eliminatória, o passado APOEL foi para a história de maior vitória nas competições da UEFA por 16-1, Manchester United, Olympique Lyonnais e na final derrotou o MTK Budapeste, a mesma final que foi disputada a duas mãos em solo neutro. O Sporting Clube de Portugal conquistou o seu primeiro e último título europeu até aos dias de hoje.

## Honras
- Taça dos Clubes Vencedores de Taças
  - Vencedores (1): 1963–64
- Taça UEFA
  - Vice-campeão (1): 2004–05

## Finais
| 13 de maio de 1964 Taça dos Clubes Vencedores de Taças de 1963–64 | Sporting                             | 3–3       | MTK Budapest              | Bruxelas, Bélgica                                                           |  |
| 19:30 CEST (UTC+01:00)                                            | Mascarenhas 40' · Figueiredo 45' 80' | Relatório | Sándor 19' 75' · Kuti 73' | Estádio: Heysel Stadium Público: 3 208 Árbitro: Lucien van Nuffel (Bélgica) |  |

| 15 de maio de 1964 Taça dos Clubes Vencedores de Taças de 1963–64 | Sporting   | 1–0       | MTK Budapest | Antwerp, Bélgica                                                         |  |
| 19:30 CEST (UTC+01:00)                                            | Morais 20' | Relatório |              | Estádio: Bosuil Stadium Público: 13 924 Árbitro: Gérard Versyp (Bélgica) |  |

| 18 de maio de 2005 Taça UEFA | Sporting    | 1–3       | CSKA Moscovo                                   | Lisboa, Portugal                                                                 |  |
| 19:45 CEST (UTC+01:00)       | Rogério 29' | Relatório | Berezutski 56' · Zhirkov 65' · Vágner Love 75' | Estádio: Estádio José Alvalade Público: 47 085 Árbitro: Graham Poll (Inglaterra) |  |